# Cabo de Santa María (Uruguay)
El cabo de Santa María es un accidente geográfico de la costa atlántica, dentro del Departamento de Rocha, en Uruguay. Sobre el cabo se construyó la ciudad de La Paloma y el puerto homónimo.

## Toponimia
El cabo se conoce por este nombre ya desde comienzos del siglo XVI, luego del viaje de Américo Vespucio al Nuevo Mundo en 1502, en que quedaron bautizados tres puntos de referencia del Río Jordán, que así se llamó en aquella época al Río de la Plata. Su límite oriental quedó establecido en el Cabo de Santa María, en tanto que en la actualidad es convencionalmente la Punta del Este. Como punto central el "Pinachullo Detentio" o Monte de la Tentación, que es la actual Montevideo, luego San Cristóbal para Magallanes, y para navegantes posteriores Santo Ovidio o Monte Ovidio. Y el Cabo San Antonio, punto occidental del límite exterior del Río de la Plata y extremo sur de la Bahía de Samborombón, en Argentina. Todos perfectamente visibles en el mapamundi "Universalis Cosmographia" de Martin Waldseemüller de 1507. Desde el siglo XVIII era conocido como Punta de Rocha, por su proximidad con la laguna del mismo nombre, ubicada a pocos kilómetros hacia el oeste. Los pescadores de la zona lo llamaban cabo de Santa María que es el nombre con el que siempre lo conocieron los navegantes, aunque es popularmente conocido como el balneario de La Paloma.

## Ubicación
El puerto de la Paloma se encuentra a 2 km al norte del cabo. Desde los tiempos del virreinato del Río de la Plata, este puerto natural, era considerado un buen lugar para el resguardo de barcos que se dirigían al Río de la Plata. La importancia del cabo, determinó la construcción del faro de Cabo de Santa María, inaugurado en 1874.